# Escola Superior de Economia de Estocolmo
A Escola Superior de Economia de Estocolmo (HHS; em sueco:  Handelshögskolan i Stockholm, conhecida como Handels ; em inglês:  Stockholm School of Economics) é uma instituição de ensino superior privada na cidade de Estocolmo, na Suécia, fundada em 1909.
Está vocacionada para as áreas da economia empresarial e do comércio, com foco na formação de quadros dos setores privado e público.                                                                                                                  
Concede o grau de civilekonom após o seu curso básico (grundexamen).                                                                                                                 

Existem ainda outras escolas superiores de economia na Suécia – nas cidades de Gotemburgo, Jönköping, Umeå, Lund e Växjö. 